# Kreuz des Warschauer Aufstands

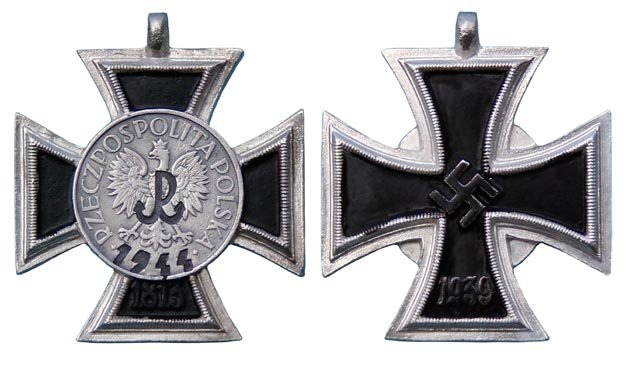
Kreuz des Warschauer Aufstandes (replik)

Das Kreuz des Warschauer Aufstandes (polnisch Krzyż Powstania Warszawskiego) war eine inoffizielle Auszeichnung, die während des Warschauer Aufstandes in 1944 an die polnischen Aufständischen verliehen wurde. Es wurde aus erbeuteten Eisernen Kreuzen hergestellt, an denen man 1-Złoty-Münzen aus der Vorkriegszeit anbrachte, die so das Hakenkreuz verdeckten; die Münzen wurden mit der Kotwica und der Jahreszahl 1944 beschriftet. Es wurde für die Tötung eines SS-Offiziers im Kampf sowie für andere Taten der Tapferkeit verliehen.